# پمپ حرارتی منبع هوا

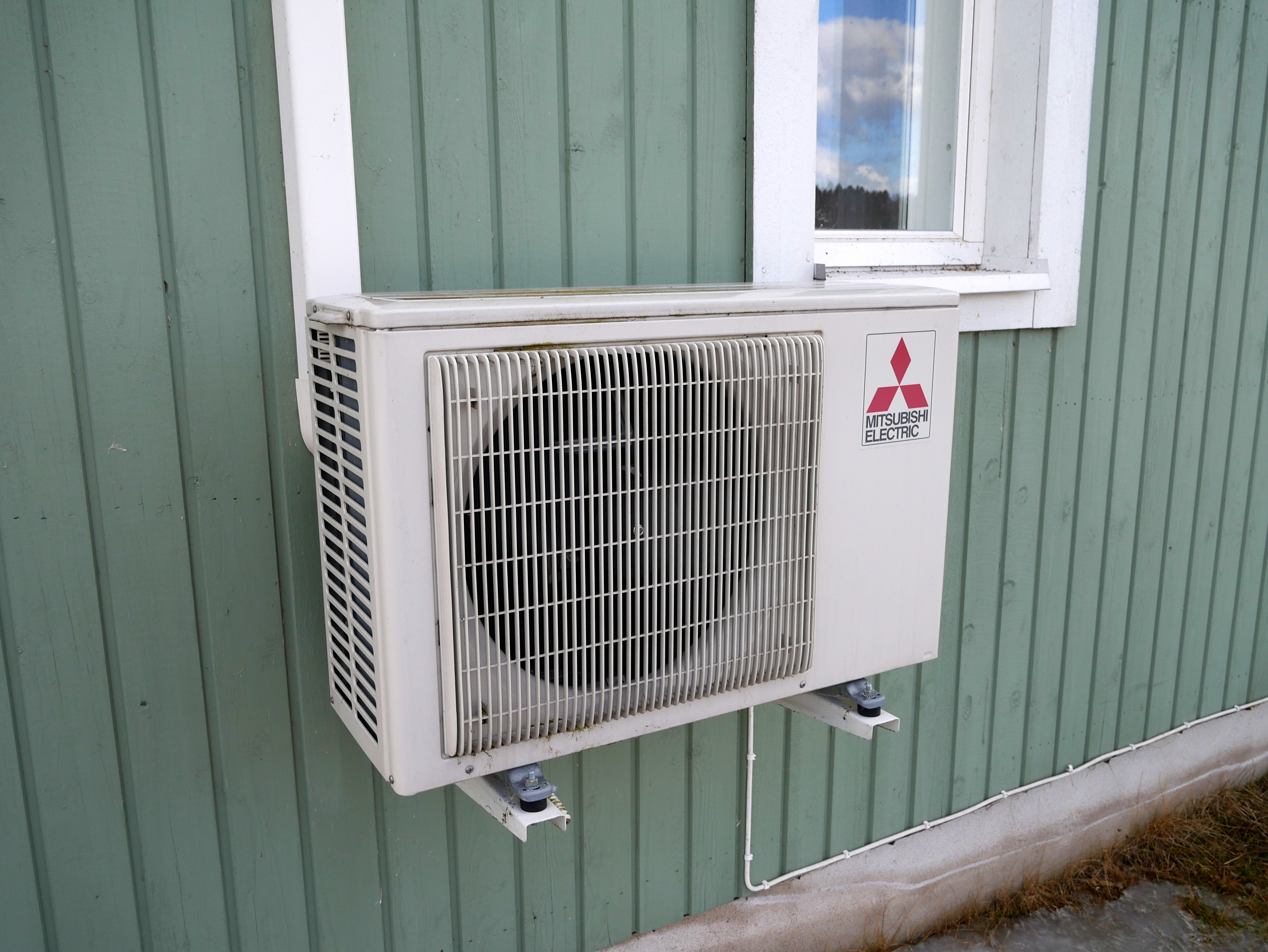
کولر گازی شامل پمپ حرارتی

## شرح
هوا در هر دمایی بالاتر از صفر مطلق شامل مقداری گرما است و دستگاه انتقال دهندهٔ گرما برخی از این گرما را از جایی به جای دیگر انتقال می‌دهد مانند بیرون ساختمان به داخل ساختمان، که این می‌تواند فضای گرمایش و با آب گرم تهیه کند. یک سیستم واحد می‌تواند برای انتقال گرما در هر جهت برای گرم کردن وسرد کردن در داخل ساختمان چه در تابستان و چه در زمستان طراحی شود. برای سادگی، شرح زیر برای گرمایش داخلی متمرکز است.
تکنتولوژی به یخچال، فریز یا تهویه مطبوع شبیه است. تأثیر متفاوتی از اجزای سیستم‌ها با مکان فیزیکی متفاوت وجود دارد. همانند لوله‌های پشت یخچال که گرم می‌شوند برای سرد نمودن داخل وASHP درون ساختمان خود را گرم می‌کند تا هوای بیرون را خنک کند.
اجزای اصلی یک منبع پمپ حرارتی:
- سیم پیچ مبدل حرارتی خارجی (که گرما را از هوای محیط می‌گیرد)
- سیم پیچ مبدل حرارتی داخلی (که گرما به داکت هوای گرم انتقال می‌دهد)
- یک سیستم گرمایش داخلی است مانند رادیاتورهای پر از آب یا مدارهای زمینی یا مخزن آب گرم خانگی

پمپ‌های حرارتی می‌توانند یک فضای گرم را با هزینه پایین فراهم کند. یک پمپ گرما با راندمان بالا و با استفاده از انرژی مشابه تا ۴ ساعت همانند گرمایش برقی می‌تواند گرمای زیادی را فراهم کند. در مقایسه با گاز به عنوان پمپ حرارتی اولیه، با این حال هزینه طول عمر یک منبع پمپ حرارتی ممکن است از برق آن متأثر باشد در مقایسه با گاز (در صورت وجود). استفاده از گار ممکن است با خارج شدن کربن زیاد همراه باشد. بسته به اینکه برق چگونه تولید می‌شود.
یک پمپ گرمای استاندارد می‌تواند تا ۱۵- درجه سانتیگراد گرمای مفید استخراج کند. در دماهای سردتر خارجی پمپ گرما کمتر کارآمد است، می‌تواند خاموش باشد و محل تنها با استفاده از حرارت مکمل (حرارت اضطراری) اگر سیستم گرمایش مکمل به اندازه کافی بزرگ باشد، گرم شود.
پمپ‌های گرمایی با طراحی‌های خاصی وجود دارند که برخی از عملکردها را در حالت سرمایش می‌دهد و دمایی پایینتر از از دمای فضای بیرون را با استخراج گرمای مفید فراهم می‌کند.

## پمپ‌های حرارتی منبع هوا اقلیم سرد
پمپ گرماییِ منبع هوا به‌طور خاص برای آب و هوایِ بسیار سرد طراحی شده، می‌تواند گرمای مفید را از هوای محیط بسردی -20F یا حتی -25 (-30C) F استخراج کند. تولید کنندگان عبارتند از میتسوبیشی و فوجیتسو. یک مدل میتسوبیشی گرما را در -35C فراهم می‌کند، اما ضریب عملکرد (COP) به ۰٫۹ افت می‌کند، که نشان می‌دهد که گرما در آن درجه حرارت کارآمد ترخواهد بود. با توجه به داده‌های سازنده گان در -30C، ضریب عملکرد ۱٫۱است، هر چند ادبیات بازاریابی سازندگان، گذشته از این ادعا می‌کند که حداقل ضریب عملکرد ۱٫۴ و عملکرد در -30C است.
اگرچه بهترین پمپ‌های حرارتیِ منبع هوایی، هنوز بهره‌وری کمتری از پمپ‌های گرما منبعِ بهترین پایه دارند، پمپ‌های حرارتی منبع هوایی دارای هزینه اولیهٔ پایین‌تر و ممکن است بیشتر اقتصادی یا انتخاب کاربردی باشد. یک مطالعه توسط منابع طبیعی کانادا نشان داد که پمپ‌های حرارتیِ منبع هوایِ اقلیمِ سرد (CC-ASHPs) که در زمستان کانادا کار می‌کند، بر اساس آزمایشی در اتاوا، انتاریو در اواخر ماه دسامبر ۲۰۱۲ به اوایل ژانویه ۲۰۱۳ با استفاده از یک کانال CC-ASHP. (این گزارش به صراحت بیان نمی‌کند که آیا منابع حرارتی پشتیبان باید برای دمای زیر -30C در نظر گرفته شود. کم سابقه برای اتاوا -36C است)
CC-ASHP 60 درصد انرژی را فراهم کرده‌است(هر چند هزینه انرژی نیست) که با توجه به تنها بهره‌وری انرژی در خانه فراهم شده‌است، صرفه جویی در مقایسه با گاز طبیعی است. اگرچه زمانیکه بهره‌وری انرژی در تولید برق لحاظ شود، انرژی بیشتری با CC-ASHP نسبت به حرارت گاز طبیعی استفاده می‌شود، در ایالت یا نواحی (آلبرتا، نوا اسکوشیا، و سرزمین‌های شمال غربی) که در آن تولید برق با سوخت زغال‌سنگ روش غالب بود. (صرفه جویی انرژی در ایالات کم اهمیت بودند. ایالات دیگر در درجه اول برق آبی و / یا تولید هسته‌ای استفاده می‌کنند)
با وجود صرفه جوییِ انرژیِ قابل توجه نسبت به گاز، عمدتاً درایالات بر زغال‌سنگ تکیه نمی‌کنند، هزینه بالاتر برق نسبت به گاز طبیعی (با استفاده از قیمت‌های خرده فروشی ۲۰۱۲ در اتاوا، انتاریو) گاز طبیعی را ارزانترین منبع انرژی ساخته است. (این گزارش هزینهٔ بهره‌برداری درایالات کبک را برآورد نکرده‌است، که نرخ برق پایین‌تری را دارد، و تأثیر زمان میزان مصرف برق آن را نشان نمی‌دهد)
مطالعه نشان داد که در اتاوا بهره‌برداری CC-ASHP هزینه‌ای ۱۲۴ درصد بیشترازسیستم گاز طبیعی دارد. با این حال، در مناطقی که گاز طبیعی برای صاحب خانه‌ها در دسترس نیست، ۵۹٪ صرفه جویی در هزینهٔ انرژی می‌تواند نسبت به حرارت با روغن سوخت تحقق یابد. گزارش اشاره کرد که حدود ۱ میلیون خوابگاه در کانادا (۸٪) هنوز هم با سوخت نفت، گرم می‌شوند. این گزارش نشان می‌دهد ۵۴٪ صرفه جویی در هزینه انرژی برای CC-ASHPها وابسته به حرارت مقاومت چوب، الکتریکی می‌باشد. بر اساس این پس اندازها، گزارش بازپرداخت پنج ساله رابرای تبدیل از روغن سوخت یا حرارت مقاومت الکتریکی چوب به CC-ASHP نشان داد. (این گزارش مشخص نیست که آیا این محاسبه نیازمیسر را برای ارتقاء خدمات برق در مورد تبدیل از روغن سوخت را در نظر گرفته‌است. احتمالاً هیچ ارتقاء خدمات برق مورد نیاز خواهد بود اگر گرمای مقاومت الکتریکی تبدیل شود) این گزارش نوسانات بزرگتر دردمای اتاق با پمپ گرما با توجه به چرخه یخ زدایی آن توجه کرده‌است.

## طول عمر پمپهای حرارتی منبع هوایی
پمپ حرارتی می‌تواند بیش از ۲۰ سال با ملزومات نگهداری کم‌کار کند. تعداد زیادی پمپ گرمایی در دهه های۱۹۷۰ و ۱۹۸۰ وجود دارند که هنوز در ۲۰۱۲ کار می‌کند، حتی در جایی که گرما بسیار زیاد است.
با این حال، مبدل حرارتی و فن باید در فضای باز عاری از برگ و بقایا نگه داشته شود. پمپ‌های حرارتی دارای قطعات متحرک بیشتری نسبت به یک مقاومت بخاری برقی یا گرم‌کننده‌ای با سوخت روغنی هستند. منبع پمپ‌های حرارتی زمینی قطعات متحرک کمتری نسبت به منبع پمپ‌های حرارتی هوا به عنوان مکانیسم‌های یخ زدایی و عدم نیاز به فن دارند.

## کاربرد

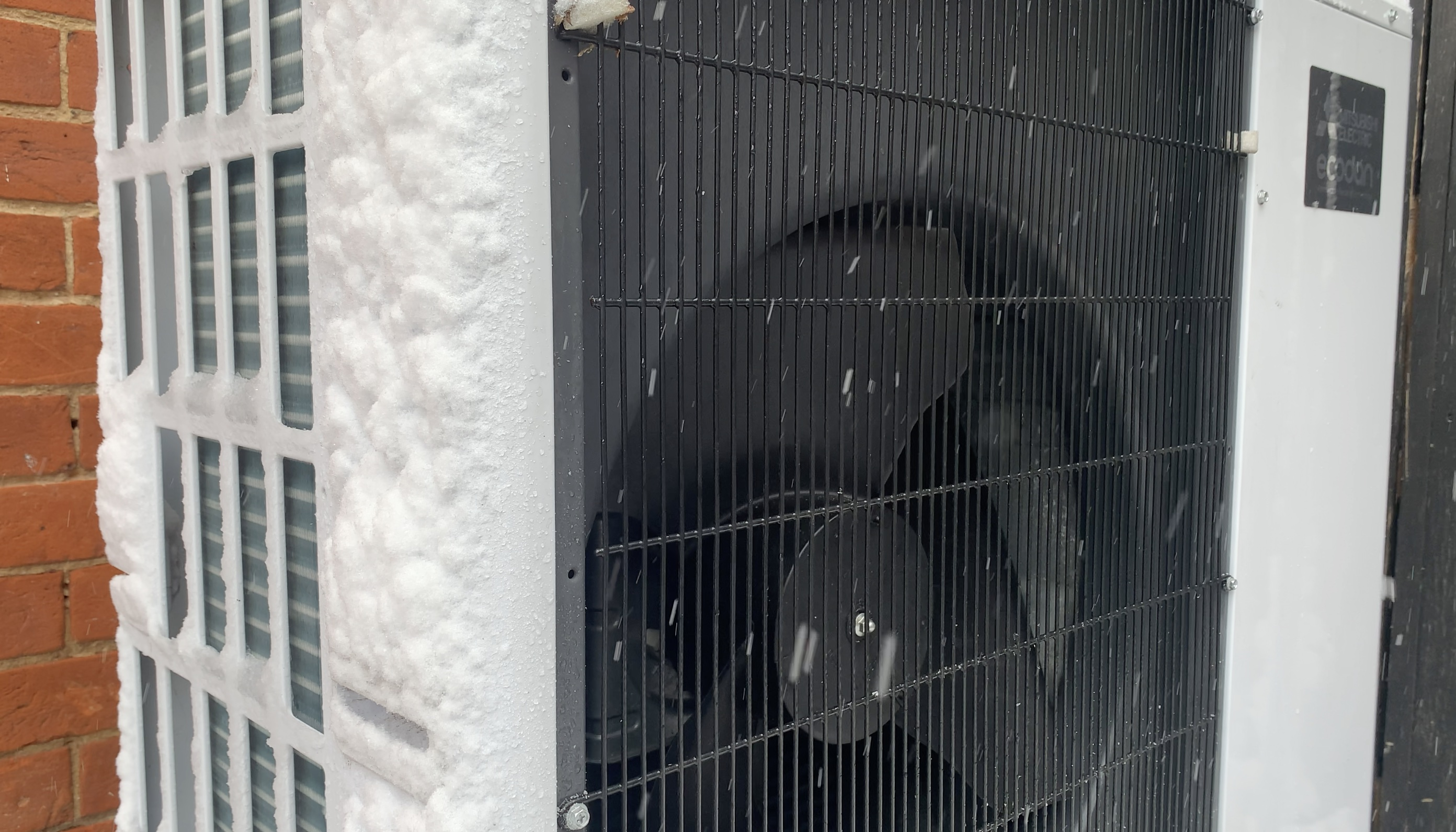
پمپ حرارتی منبع هوا

پمپ‌های حرارتی منبع هوایی برای تأمین گرمایش فضای داخلی و خنک‌کننده گی حتی در اقلیم‌های سرد استفاده می‌شود، و برای گرم کردن آب در اقلیم‌های خفیف ترمؤثر خواهد بود. مزیت عمدهٔ برخی از ASHPها این است که ممکن است یک سیستم یکسان ممکن است برای گرمایش در زمستان و خنک‌کننده گی در تابستان استفاده شود، هر چند که تهویه مطبوع بدون امکانات برای تنظیم رطوبت هوا در داخل صحیح نیست. باوجود اینکه هزینه نصب و راه‌اندازی به‌طور کلی بالاست، کمتر از هزینه یک منبع پمپ گرما زمین است، زیرا یک منبع پمپ گرما زمین نیاز به حفاری برای نصب حلقه زمین آن است.
مزیت یک پمپ حرارتی منبع زمینی آن است که دسترسی به ظرفیت ذخیره‌سازی حرارتی از زمین را دارد که به آن اجازه تولید گرمای بیشتری برای برق کمتر در شرایط سرد را می‌دهد.
ASHPها اغلب با سیستم‌های کمکی یا حرارت اضطراری برای فراهم کردن گرمای پشتیبان هنگامی که دمای بیرون برای بهره‌وری گرما خیلی پایین باشد یا در صورت وقوع خرابی پمپ جفت می‌شوند. از آنجا که ASHPs هزینه‌های بالاسری بالا دارند و افت راندمانی به اندازهٔ کاهش دما، به‌طور کلی اندازهٔ یک سیستم برای سردترین سناریو دمای ممکن، بصرفه نیست، حتی اگر ASHP بتواند کل گرمای مورد نیاز در سردترین دمای مورد انتظار را برآورده کند. پروپان، گاز طبیعی، ویا نفت کوره می‌تواند این حرارت تکمیلی را فراهم کنند.
سیستم‌های پمپ گرما تمام برقی دارای یک کورهٔ الکتریکی یا حرارت مقاومت الکتریکی، یا گرما نوار، هستند که به‌طور معمول شامل ردیف سیم پیچ‌های الکتریکی است که گرم می‌شود. فن بیش از سیم پیچ‌ها و گردش هوای گرم در سراسر خانه طی می‌شود. این خدمات به عنوان یک منبع حرارت کافی، اما در نتیجهٔ درجه حرارت پایین، هزینه‌های برق را افزایش می‌دهد. حالت قطع خدمات برق یک تهدید مشابه سیستم‌های مرکزی هواجبر و دیگ‌های بخار پمپ مبنااست، اما کوره‌های چوب و درون شومینه غیر الکتریکی می‌تواند این خطررا کاهش دهد.
راه حل‌های ذخیره‌سازی حرارتی ترکیب حرارت مقاومت است که می‌تواند در رابطه با ASHPها استفاده شود. ذخیره‌سازی ممکن است مقرون به صرفه ترباشد، اگر زمان استفادهٔ مجاز برق موجود باشد. گرما درتراکم بالای خشتهای سرامیکی دارای درِ محوطه یِ حرارتیِ عایق ذخیره می‌شود. ASHPها نیزممکن است با گرمایش خورشیدی منفعل جفت شوند. جرم حرارتی (مانند بتن یا سنگ) حرارت داده شده توسط حرارت خورشیدی منفعل می‌تواند به ایجاد ثبات در درجه حرارت داخلی، جذب گرما در طول روز و انتشار گرما در شب، هنگامی که درجه حرارت در فضای باز سردتر و بازده پمپ گرما کمتر است، کمک کند.
زمانیکه رطوبت کافی درهوا است ودرجه حرارات فضای خارجی بین ۰ °C و C 5° (۳۲ °F - 41 °F) ممکن است بخش فضای باز در برخی از واحدها امکان دارد ' سرمازده' شوند. این هوای محصورشده در سراسر سیم پیچ فضای بازگردش می‌کند. این دستگاه یک چرخه یخ زدایی که در آن سیستم به‌طور موقت حالت «خنک کننده» را به حرکت گرما از خانه به سیم پیچ فضای بازِمنجر به ذوب شدن یخ عوض می‌کند، بکار می‌گیرد.
این امر مستلزم یک بخاری مکمل (برق مقاومت یا گاز) برای فعال شدن است. چرخه یخ زدایی بهره‌وری از پمپ گرما را به‌طور قابل توجهی کاهش می‌دهد، اگر چه سیستم‌های جدیدتر (تقاضا) هوشمندترهستند و نیاز به یخ زدایی کمتردارند. همچنانکه دما به زیر نقطهٔ انجماد می‌رود تمایل برای پوشش بخش فضای باز، ناشی ازکاهش رطوبت در هوا، کاهش می‌یابد. این دشوار است که به مقاوم‌سازی سیستم‌های گرمایشی متداول که با استفاده از رادیاتور / پانل‌های تابشی، بخاری‌های چوب آب گرم، و حتی مجرای قطر کوچکتر، با حرارت ASHP منبع گرما پرداخته شود. حرارت خروجی پمپ حرارتی خفیفتر می‌تواند منجر به اجبار افزایش در اندازهٔ رادیاتور شود یا سیستم گرمایشِ کفِ دماکم به جای آن نصب شود.

## تکنولوژی
گرمایش و سرمایش توسط پمپ مبرد بواسطهٔ حلقه‌های داخلی و خارجی پمپ گرما انجام می‌شود. مانند درونِ یخچال، کمپرسور، کندانسور، شیر انبساط و اواپراتور که برای تغییر حالات مبرد مایع سردتر و حالتهای داغتر گاز استفاده می‌شود.
هنگامی که گاز مبرد مایع در دمای پایین و فشار کم از طریق فضای بازِ کویل مبدل حرارتی عبور می‌کند، حرارت محیط باعث می‌شود که مایع به جوش آید. (تغییر به گاز یا بخار): انرژی گرمایی از هوای خارج، به عنوان گرمای نهان، در مبرد جذب و ذخیره می‌شود. سپس گاز با استفاده از یک پمپ الکتریکی فشرده می‌شود؛ فشرده سازی دمای گاز را افزایش می‌دهد.
در داخل ساختمان، گاز از طریق یک شیر فشار به سیم پیچ‌های مبدل حرارتی، حرکت می‌کند. دراینجا، گاز مبرد داغ به مایع بازمیگردد و گرمای نهانِ ذخیره شده را به هوای محیط داخلی منتقل می‌کند، آب گرم یا سیستم آب گرم است. آب و هوا ی داخلی یا آب گرم، در سراسر مبدل حرارتی توسط یک پمپ الکتریکی یا فن پمپ می‌شود. مبرد مایع خنک، سپس برای شروع یک چرخه جدید دوباره وارد فضای باز کویل مبدل حرارتی می‌شود.
اکثر پمپ‌های حرارتی نیز می‌توانند در یک حالت خنک‌کننده که مبرد سرد از طریق سیم پیچ داخلی وای اتاق را خنک می‌کند، نقل مکان کند.

## اعتبار بهره‌وری
«کارآییِ» پمپ‌های حرارتی منبع هوا توسط ضریب عملکرد (COP) اندازه‌گیری می‌شود.COP 3 به این معنی است که پمپ گرما ۳ واحد از انرژی گرمایی را برای هر ۱ واحد برق مصرفی آن تولید می‌کند. در محدوده درجه حرارت -۳ °C تا ۱۰ °C، COP برای بسیاری از ماشین آلات در ۳–۳٫۵ نسبتاً پایدار است.
در آب و هوای بسیار معتدل، COP پمپ حرارتی منبع هوا می‌تواند تا ۴ افزایش یابد. با این حال، در یک روز سرد زمستانی، برای حرکت همان مقدار از گرمای داخلی نسبت به یک روز معتدل، کار بیشتری می‌برد. عملکرد پمپ‌های حرارتی توسط چرخه کارنو محدود می‌شود و به عدد ۱٫۰ به عنوان افزایش اختلاف درجه حرارت فضای باز به داخل ساختمان، دست پیدا می‌کنند بطوریکه برای اکثر پمپ‌های حرارتی منبع هوا که در دمای خارجی اتفاق می‌افتند به دمای -۱۸ °F / 0 °C نزدیک می‌شود. ساختار پمپ حرارتی که دی اکسید کربن را قادر می‌سازد به عنوان یک مبرد COP بزرگتر از ۲، حتی به کمتراز -۲۰ °C، سوق داده شود - استراحت مطلق و حتی تغییرشکل به کمتراز -۳۰ °C به °F -22است. منبع حرارتی منبع زمین تغییرات نسبتاً کمی در COP به عنوان تغییر درجه حرارت دارد، به این دلیل که اینکه زمین که آن‌ها حرارت را از آن خارج می‌کنند، دمای پایدارتری نسبت به هوای فضای باز دارند.
طراحی یک پمپ گرما تأثیر قابل توجهی بر کارایی آن دارد. بسیاری از پمپ‌های حرارتی منبع هوایی در درجه اول به عنوان دستگاه‌های تهویه مطبوع و به‌طور عمده برای استفاده در درجه حرارت تابستان طراحی شده‌اند. به‌طور خاص طراحی پمپ گرما برای این هدف است که تبادل حرارت می‌تواند رتبه بندی COP و رسیدن به چرخه زندگی راافزایش دهد. تغییرات اصلی در مقیاس و نوع کمپرسور و اواپراتور می‌باشد.
تنظیمات فصلیِ حرارت و بازده خنک‌کننده توسط عامل حرارت عملکرد فصلی (HSPF) و بازده انرژی فصلی (سیر) به ترتیب داده شده‌است.
در واحدی که با مبرد HFC شارژ می‌شود، هنگامی که پمپ حرارتی برای گرم کردن آب‌های داخلی به بیش از ۶۰ درجه سانتی گراد یا برای گرم کردن سیستم‌های حرارت مرکزی معمولی که با استفاده از رادیاتور برای توزیع گرما استفاده می‌شود، امتیاز COP کاهش می‌یابد .(به جای یک آرایه حرارتی زیر زمینی).

## خطرات و هشدارها
- پمپ‌های حرارتی منبع هوای متعارف در نتیجهٔ افت دمای خارجی به زیر ۵ درجهٔ سانتی گراد (حدود ۴۱ درجه فارنهایت) ظرفیت خود را از دست می‌دهند. ممکن است CC-ASHPها (بالا را ببینید) دردماهایی بکمی -30C مؤثر عمل کنند، اگرچه ممکن نیست به کارآمدیِ زمان خنک سازی فصل تابستان به عنوان پمپ‌های حرارتی منبع هوای مرسوم باشند. اگر در درجه حرارت به میزان کم به عنوان مثال -30C عمل، اگر چه آن‌ها ممکن است به عنوان در خنک‌کننده در فصل تابستان به عنوان پمپ‌های حرارتی منبع هوایی معمولی کارآمد می‌باشد. اگر یک پمپ حرارتی منبع هوایی مرسوم در آب و هوای سرد استفاده شود، سیستم نیاز به یک منبع کمکی از گرما به عنوان مکمل پمپ گرما در وقوع دمای بسیار سرد دارد یا زمانی که به‌هیچ وجه سرمای بیش از حد برای کار پمپ حرارتی مناسب نیست.
- حمایت از حرارت / اورژانس سیستم حرارتی، به عنوان مثال یک کورهٔ سنتی، نیز مهم است اگر پمپ گرما خراب یا در حال تعمیر است. در آب و هوای شمالی، پمپ‌های گرما سیستم- دوبخشی با گاز یا نفت کوره تطبیق می‌شوند و حتی در دمای بسیار سرد کار خواهند کرد.

## مباحثه
دستگاه‌هایی که با مبردهای HFC شارژ می‌شوند اغلب با عنوان کم انرژی یا یک تکنولوژی پایدار به بازار عرضه شده، با این حال اگر HFC از سیستم نشت کند، به صورت بالقوه به منظور شرکت در گرم شدن کره زمین، به عنوان اندازه‌گیری پتانسیل گرمایی جهانی (GWP) وپتانسیل تخریب ازن (ODP)می‌باشد. درحکم اخیر دولت، خارج شدن مبرد R-22 از مرحله و جایگزینی با مبرد سازگارتر با محیط زیست بنام R-410A دیده شده‌است.

## تاثیر بر تأسیسات الکتریکی
در حالی که پمپ‌های حرارتی با سیستم‌های پشتیبان دیگر که اغلب حرارت مقاومت الکتریکی شان توسط صنایع برق تقویت می‌شوند، پمپ‌های حرارتی منبع هوایی اگرحرارت مقاومت الکتریکی که به عنوان منبع حرارتی مکمل یا جایگزین استفاده می‌شود زمانیکه درجه حرارت به زیر نقطه‌ای که پمپ گرما می‌تواند تمام نیازهای حرارتی خانه را تأمین کند، افت کند، برای برق و آب در اوج مصرف زمستان، به مشکل برمی خورند. حتی اگریک سیستم پشتیبان‌گیری غیر الکتریکی وجود داشته باشد، واقعیت این است که بازده ASHPها با درجه حرارت فضای خارجی مرتبط با دستگاه‌های الکتریکی، کاهش می‌یابد. افت دربهره وری به معنای افزایش تند بارگیری برق به همان اندازهٔ افت دماست. مطالعه در یوکان سرزمین کانادا، که آن ژنراتورهای دیزل برای اوج ظرفیت استفاده می‌شوند، به استفادهٔ گسترده از پمپ گرمایی منبع هوا که اگر افزایش تقاضای الکتریکی به دلیل استفاده از ASHP بیش ازظرفیت موجودبرق آبی است، می‌توانند به افزایش مصرف دیزل منجرشوند، اشاره می‌کند، مطالعه نتیجه گرفت که ASHPها مقرون به صرفه‌ترین جایگزین گرمایش برای ساکنان یوکان هستند. همچنین مزارع بادی به‌طور فزاینده در شبکه برق مورد استفاده قرار گرفته‌است. افزایش بار زمستانی با توربین‌های بادی به خوبی انطباق دارد و روزهای آرام‌تر در افزایش بار گرمایشی در اکثر خانه‌ها حتی در هوای سردتر اثرگذار است.

## ادبیات
Summer, John A. (1976). Domestic Heat Pumps. PRISM Press. ISBN 0-904727-10-6.